# Ana Bárbara
Altagracia Ugalde Motta, comúnmente conocida por su nombre artístico Ana Bárbara (Río Verde, San Luis Potosí, México, 10 de enero de 1971), es una cantante, compositora, actriz, coreógrafa y productora mexicana. De su extensa trayectoria, destacan la obtención del Grammy Latino en 2005 y haber sido nominada al Grammy en 2006; tener una estrella en el Paseo de la fama de Las Vegas (develada en 2016), así como ser referente femenino de su género al colocar más de 40 temas en diversos charts de popularidad de Billboard en los Estados Unidos, marcar con su estilo la época del apogeo del movimiento grupero a finales del siglo XX, y convertirse en una personalidad mediática del espectáculo mexicano.
Inició su carrera como modelo al representar a su estado natal en el certamen de belleza "Señorita México" en su edición 1989. Posteriormente sería escogida «Rostro del Heraldo» y nombrada «Embajadora de la Canción Ranchera», título bajo el cual cantó frente a Juan Pablo II en el Vaticano. Su primer disco fue publicado en 1994, año que marcó su debut en la industria musical, alcanzando rápidamente el reconocimiento internacional con su segundo material en 1995 y reafirmándolo con cada nueva grabación. Durante los 90, Fonovisa le publicaría 5 álbumes de estudio bajo la dirección de los grandes productores de aquellos tiempos (Aníbal Pastor, Jorge Avendaño, Marco Antonio Solís) y sencillos promocionales tales como "Nada", "La trampa", "Me asusta pero me gusta", "Ya no te creo nada", "No lloraré", "Cómo me haces falta" y "Quise olvidar", los que le valdrían el seudónimo de «la Reina Grupera»; en los 2000 grabaría 5 álbumes de los que surgieron los temas "Te regalo la lluvia", "Bandido", "Deja", "Loca", "Lo busqué", "No es brujería" y "Rompiendo cadenas", que consolidaron su éxito. Se sumaron a ellos "Que ironía", "Tu ingratitud", "Ahora me toca a mí", "Solos" y "Qué poca", en los 2010, y "Mi corazón" y "El consejo" en 2020, estos últimos compuestos, producidos y promocionados por ella misma de forma independiente, manteniendo así su destacada posición en el ámbito grupero-regional de las tres últimas décadas.

## Biografía
Ana Bárbara nació el 10 de enero de 1971 en Río Verde, San Luis Potosí. Comenzó a cantar desde niña en diferentes tipos de concursos infantiles.
Su trayectoria en la música grupera comenzó después de ganar un concurso de canto para niños en la ciudad de San Luis Potosí. Años más tarde fue coronada Señorita San Luis Potosí, y representó a su estado en el concurso Señorita México lo que le permitió darse a conocer en el medio artístico, por lo que fue a vivir a Ciudad de México a finales de la década de 1980, e inició meses después una gira alrededor de varios palenques del país. 
En 1993 se convirtió en el “Rostro del Heraldo de México” y en la “Embajadora de la Canción Ranchera”, lo que la llevó a cantar para el Papa Juan Pablo II en su visita a México de ese año. 
En 1994 firmó un contrato con la disquera Fonovisa y dio a conocer su primera producción llamada "Ana Bárbara", que vendió más de 100 000 copias. De él se desprendieron los sencillos “Nada” y “Todo Lo Aprendí De Ti”, anteriormente en 1993 grabó el tema "Es mejor para los dos" con Los Yonic's. Grupos tales como Bronco, Los Tigres Del Norte, y Los Bukis la comenzaron a invitar para que se presentara como telonera en sus bailes. En 1995 presentó su segunda producción, llamada “La Trampa”, tema muy exitoso que le valió reconocimiento en Sudamérica, tanto que fue regrabado por el grupo de cumbia peruano Karicia, y por la cantante argentina Karina Crucet; y en 1996 su tercera producción: “Ay Amor”, con la que reafirmó su éxito. En 1998 presentó su cuarta producción: “Los besos no se dan en la camisa”, de la cual el sencillo “Como Me Haces Falta” de la autoría de Marco Antonio Solís ocupó el primer lugar de popularidad en estaciones de radio pop, balada, y música mexicana por más de 4 meses en Estados Unidos y México.
En 1999 presentó su quinta producción llamada “Tu decisión” y en 2001 “Te regalo la lluvia” dentro del género mariachi. En 2003, su séptima producción llamada “Bandido” presentó el sencillo del mismo nombre. Un año más tarde, el disco “Loca De Amar” y el sencillo “Loca” reafirmaron su popularidad. 
En 2006 lanzó su novena producción llamada “No es brujería” dentro del género grupero. Después se retiró temporalmente del ambiente artístico, regresando en 2009 con su producción “Rompiendo Cadenas”, que contiene ritmos tropicales y canciones pop, el cual promocionó con los temas “Qué ironía”, “Rompiendo cadenas” y con “Ahora tengo”, a dueto con Reyli.

## Vida personal
A principios de la década del 2000, se involucró sentimentalmente con José Manuel Figueroa, hijo de Joan Sebastian. Luego tuvo su primer hijo, Emiliano, con Édgar Gallardo, empresario mexicano. Separada de él, más tarde conoció a José María Fernández, el Pirru, por entonces casado con la actriz Mariana Levy. Cuando esta murió, el 29 de abril de 2005, Fernández y Ana Bárbara formalizaron su relación y pasaron a vivir junto con los hijos que él tenía con Mariana Levy. La pareja se casó en Ciudad de México el 27 de enero de 2006. Ana Bárbara dejó su carrera entre 2006 y 2009 para criar a sus cuatro hijos (el primero suyo, el que tuvo con el Pirru, y los dos de este con Levy). En julio de 2010, tras cuatro años de matrimonio, anunciaron su separación y divorcio.
Entre marzo y abril de 2011 se dio a conocer que la cantante se encontraba internada en una clínica de trastornos alimenticios en Barcelona, España, a causa de desnutrición y anorexia nerviosa, que comenzó a padecer como consecuencia de las reacciones emocionales que sufrió por lo de su divorcio y dos accidentes automovilísticos.
En diciembre de 2011 dio a luz a un varón que concibió por inseminación artificial. En marzo de 2012, lo presentó oficialmente en compañía de su padre, quien resultó ser el cantante mexicano Reyli Barba.

## Regreso a la música con disco de banda
En abril de 2012, regresó al estudio de grabación, luego de dos años de mantenerse alejada de la música. En mayo asistió al programa Pequeños gigantes para cubrir a María José y fungir esa noche como crítica.
En mayo presentó a través de distintas redes sociales su nuevo sencillo “Tu ingratitud”, lo que marcó su debut en la música de banda y su regreso.
En junio volvió a los escenarios acompañada por el Mariachi Vargas de Tecalitlán, para ofrecer un concierto en Ensenada, Baja California.

## Discografía
- 1994: Ana Bárbara
- 1995: La trampa
- 1996: Ay, amor
- 1997: Los besos no se dan en la camisa
- 1999: Tu decisión
- 2001: Te regalo la lluvia
- 2003: Te atraparé... Bandido
- 2004: Loca de amar
- 2006: No es brujería
- 2009: Rompiendo cadenas
- 2013: Yo soy la mujer
- 2023: Bordado a mano

## Filmografía

### Cine
- 1988: Pero sigo siendo el rey

### Televisión
| Año  | Título                                     | Rol                                                     | Notas                                |
| ---- | ------------------------------------------ | ------------------------------------------------------- | ------------------------------------ |
| 1984 | En Familia Con Chabelo                     |                                                         |                                      |
| 1985 | Juguemos a cantar                          |                                                         |                                      |
| 1989 | Señorita San Luis Potosí                   |                                                         | Ganadora                             |
| 1989 | Señorita México                            | Señorita San Luis Potosí (como Altagracia Ugalde Motta) |                                      |
| 1993 | La embajadora de la canción ranchera       |                                                         |                                      |
| 1994 | Premios El Heraldo de México               |                                                         |                                      |
| 1994 | Órale primo con Jesús Soltero              |                                                         |                                      |
| 1995 | Siempre en domingo con Raúl Velasco        |                                                         |                                      |
| 1995 | Enrique Iglesias en México                 |                                                         |                                      |
| 1996 | Festival de la Calle 8                     |                                                         |                                      |
| 1996 | En concierto                               |                                                         |                                      |
| 1997 | El show de Bayo con Fernando Bayo          |                                                         |                                      |
| 1997 | Ana Bárbara en Bolivia                     |                                                         |                                      |
| 1998 | Siempre en domingo con Raúl Velasco        |                                                         |                                      |
| 1998 | 450 aniversario de la fundación de La Paz  |                                                         |                                      |
| 1998 | Teletón chileno de 1998                    |                                                         |                                      |
| 1999 | Viva el lunes                              |                                                         |                                      |
| 1999 | Grupe-reto                                 |                                                         |                                      |
| 2000 | Ventaneando                                |                                                         |                                      |
| 2001 | Mujer, casos de la vida real               |                                                         |                                      |
| 2002 | Todo contigo                               |                                                         |                                      |
| 2002 | Concierto total por Ritmoson latino        |                                                         |                                      |
| 2003 | Desde el palenque                          |                                                         |                                      |
| 2003 | La hora pico                               |                                                         |                                      |
| 2003 | Década furiosa                             |                                                         |                                      |
| 2003 | El Show de Cristina con Cristina Saralegui |                                                         |                                      |
| 2004 | Las Lloronas                               |                                                         |                                      |
| 2004 | Otro rollo con Adal Ramones                |                                                         |                                      |
| 2004 | El gordo y la flaca                        |                                                         |                                      |
| 2004 | Sensualidad grupera                        |                                                         |                                      |
| 2004 | Lo mejor de Bolivia en vivo                |                                                         |                                      |
| 2004 | Festival Acapulco                          |                                                         |                                      |
| 2004 | Los grandes de Acapulco                    |                                                         |                                      |
| 2004 | Don Francisco presenta                     |                                                         |                                      |
| 2004 | La escuelita VIP                           |                                                         |                                      |
| 2004 | Premios Furia Musical                      |                                                         |                                      |
| 2004 | El misterio de la Virgen de Guadalupe      |                                                         |                                      |
| 2005 | La parodia                                 |                                                         |                                      |
| 2005 | Otro rollo con Adal Ramones                |                                                         |                                      |
| 2005 | Selena ¡VIVE!                              |                                                         |                                      |
| 2005 | Big Brother VIP México                     |                                                         |                                      |
| 2005 | Festival Acapulco                          |                                                         |                                      |
| 2005 | Don Francisco presenta                     |                                                         |                                      |
| 2005 | Rostros                                    |                                                         |                                      |
| 2006 | Premio Lo Nuestro                          |                                                         |                                      |
| 2007 | Al rojo vivo con María Celeste             |                                                         |                                      |
| 2008 | Latin Grammy celebra a José José           |                                                         |                                      |
| 2008 | Historias engarzadas con Mónica Garza      |                                                         |                                      |
| 2009 | 100 mexicanos dijeron con Adrián Uribe     |                                                         |                                      |
| 2010 | Muévete                                    |                                                         |                                      |
| 2010 | Premios Lo Nuestro                         |                                                         |                                      |
| 2010 | Hoy                                        |                                                         |                                      |
| 2011 | Una familia con suerte                     |                                                         |                                      |
| 2012 | Pequeños gigantes México                   | Ella misma                                              | Jurado                               |
| 2012 | Primer Impacto                             |                                                         |                                      |
| 2012 | Tengo talento mucho talento 7              |                                                         |                                      |
| 2012 | Sábado gigante                             |                                                         |                                      |
| 2012 | Premios Bandamax                           |                                                         |                                      |
| 2012 | Premios de la radio                        |                                                         |                                      |
| 2013 | Tengo talento mucho talento 8              |                                                         |                                      |
| 2013 | Amores verdaderos                          |                                                         |                                      |
| 2013 | Parodiando                                 |                                                         |                                      |
| 2013 | La Voz Kids                                | Ella misma                                              | Artista invitada                     |
| 2013 | Tengo talento mucho talento 9              |                                                         |                                      |
| 2013 | Marido en alquiler                         | Ella misma                                              | Telenovela de Telemundo              |
| 2013 | Acceso total                               |                                                         |                                      |
| 2014 | Pura vida                                  |                                                         |                                      |
| 2014 | Fashiontv Bolivia                          |                                                         |                                      |
| 2014 | El gordo y la flaca                        |                                                         |                                      |
| 2014 | Acceso total                               |                                                         |                                      |
| 2022 | La Academia                                | Crítica                                                 | Edición 20 años                      |
| 2022 | ¿Quién es la máscara? México               | Participante                                            | Segundo lugar de la cuarta temporada |
| 2024 | La casa de los famosos México 2            | Ella misma                                              | Artista invitada                     |
| 2025 | Pase a la fama                             | Jurado                                                  |                                      |

## Canciones para telenovelas y películas
Canciones para telenovelas 
| Año  | Cadena    | Telenovela             | Canción         | País   |
| ---- | --------- | ---------------------- | --------------- | ------ |
| 2006 | Caracol   | El engaño              | Quise olvidar   | [ 12 ] |
| 2010 | Televisa  | Mujeres asesinas       | Un alma perdida | [ 13 ] |
| 2011 | Televisa  | Una familia con suerte | Suerte          | [ 14 ] |
| 2013 | Telemundo | Marido en alquiler     | Yo soy la mujer | [ 15 ] |

Canciones para películas
| Año  | Cadena    | Película     | Canción      | País   |
| ---- | --------- | ------------ | ------------ | ------ |
| 2002 | Univision | Todo contigo | Todo contigo | [ 16 ] |
| 2004 | Televisa  | Las Lloronas | Bandido      | [ 17 ] |
| 2012 | Hollywood | Border run   | Dos abrazos  | [ 18 ] |

## Premios
Grammy ( Estados Unidos)
| Año  | Categoría            | Álbum          | Resultado |
| ---- | -------------------- | -------------- | --------- |
| 2007 | Mejor Álbum Mexicano | No es brujería | Nominada  |

Ondas ( España)
| Año  | Categoría                    | Álbum                  | Resultado |
| ---- | ---------------------------- | ---------------------- | --------- |
| 2003 | Mejor Artista o Grupo Latino | Te atraparé... Bandido | Nominada  |

Grammy Latino ( Estados Unidos)
| Año  | Categoría            | Álbum                  | Resultado |
| ---- | -------------------- | ---------------------- | --------- |
| 2000 | Mejor Álbum Grupero  | Tu decisión            | Nominada  |
| 2002 | Mejor Álbum Ranchero | Te regalo la lluvia    | Nominada  |
| 2004 | Mejor Álbum Grupero  | Te atraparé... Bandido | Nominada  |
| 2005 | Mejor Álbum Grupero  | Loca de amar           | Ganadora  |
| 2006 | Mejor Álbum Grupero  | No es brujería         | Nominada  |

Billboard Latino ( Estados Unidos) —todas son de la categoría regional mexicana—
| Año  | Categoría                | Álbum/Canción          | Resultado |
| ---- | ------------------------ | ---------------------- | --------- |
| 2004 | Álbum Femenino del Año   | Te atraparé... Bandido | Nominada  |
| 2004 | Canción Femenina del Año | Bandido                | Nominada  |
| 2005 | Álbum Femenino del Año   | Una mujer, un sueño    | Nominada  |
| 2006 | Álbum Femenino del Año   | Confesiones            | Nominada  |
| 2006 | Canción Femenina del Año | Lo busqué              | Nominada  |
| 2013 | Artista Femenina del Año | Yo soy la mujer        | Nominada  |

Juventud ( Estados Unidos)
| Año  | Categoría                                           | Resultado |
| ---- | --------------------------------------------------- | --------- |
| 2004 | ¡Qué Rico se Mueve!                                 | Nominada  |
| 2004 | Tórridos Romances (Con Julio Sabala)                | Nominada  |
| 2005 | Mi Artista Regional Mexicano Favorito Es            | Ganadora  |
| 2006 | Mi Artista Regional Mexicano Favorito Es            | Nominada  |
| 2006 | Tórridos Romances (Con José Máría Fernández)        | Nominada  |
| 2006 | En la Mira del Paparazzi (Con José María Fernández) | Nominada  |

Premios Lo Nuestro ( Estados Unidos)
| Año  | Categoría                  | Nominados         | Resultado | Ref.   |
| ---- | -------------------------- | ----------------- | --------- | ------ |
| 2025 | Mejor combinación femenina | «Mi rey, mi santo | Nominadas | [ 20 ] |